# Vivían Serrano
 Vivían Susana Serrano Llanos  (nació el 31 de marzo de 1993)  es una modelo y reina de belleza boliviana fue concursante del Miss Santa Cruz 2014 quedando de Tercera Finalista, y el 2015 ganó la corona de Miss Bolivia Mundo 2015 la cual la noche final fue coronada por Andrea Forfori Vivian representó a Bolivia en el Miss Mundo 2015 en China.

## Biografía
Vivían Susana Serrano Llanos , ganó la corona de Miss Bolivia Italia 2010 la cual representó a Bolivia en el Miss Italia en el Mundo 2010 donde resultó en el (Top 10 de las Finalista), Vivían es modelo Profesional y estudiante de Ingeniería Comercial en la UDI en el 2014 participó en el Miss Santa Cruz 2014 representando al Voluntariado Niño Feliz en cual salió de Tercera Finalista, la cual lo ganó Camila Lepere, Joselyn Toro, Andrea Forfori y Brenda Ibáñez.

## Miss Globe
En la primera edición de Miss Globe Internacional Vivian Serrano fue designada por la casa de belleza Promociones Gloria como Miss Globe Bolivia 2014, que con dicho concurso pretende promocionar la cultura de cada país.
En la noche final de dicho concurso Vivian se ubicó en el Top 5 de las finalista, resultando como Cuarta Finalista en dicho concurso y obteniendo además el Título de Mejor Traje Típico, diseñado por Eduardo Rivera.

## Miss Bolivia Mundo 2015
El certamen es organizado por Promociones Gloria es la primera que se que se realiza el Miss Bolivia Mundo de manera separada, Vivian fue unas de 12 las doce candidatas a la corona, fueron presentadas el 1 de septiembre y cuya final fue el 12 de septiembre en la noche final Vivian logró ganar la máxima corona de Miss Bolivia Mundo 2015 en tanto, Vinka Nemer quedó de Virreina representante de La Paz,  Daliana Acosta, fue primera finalista de Tarija y Selva Jiménez, segunda finalista de Santa Cruz.

## Miss Mundo 2015
Como Miss Bolivia Mundo Vivían representó a Bolivia en el Miss Mundo 2015 que se efectuó el 19 de diciembre en la ciudad China de Saya, la noche final del concurso no clasificó al Top 20 de las Finalistas, lo cual lo ganó Mireia Lalaguna representante de España.